# 万加塔
万加塔（Torre Vanga）是意大利特伦托的一座历史建筑，由特伦托采邑主教费德里科·万加建于1210年，用以控制城市。
十九世纪初，该建筑被用作监狱。现在是特伦托和罗韦雷托现代和当代艺术博物馆的一个展览中心。